# اسکن موگا
اسکن موگا (به انگلیسی: MUGA scan) مخفف Multiple Gated Acquisition scan، نوعی آزمایش پزشکی در آنژیوگرافی با مواد پرتوزا است.

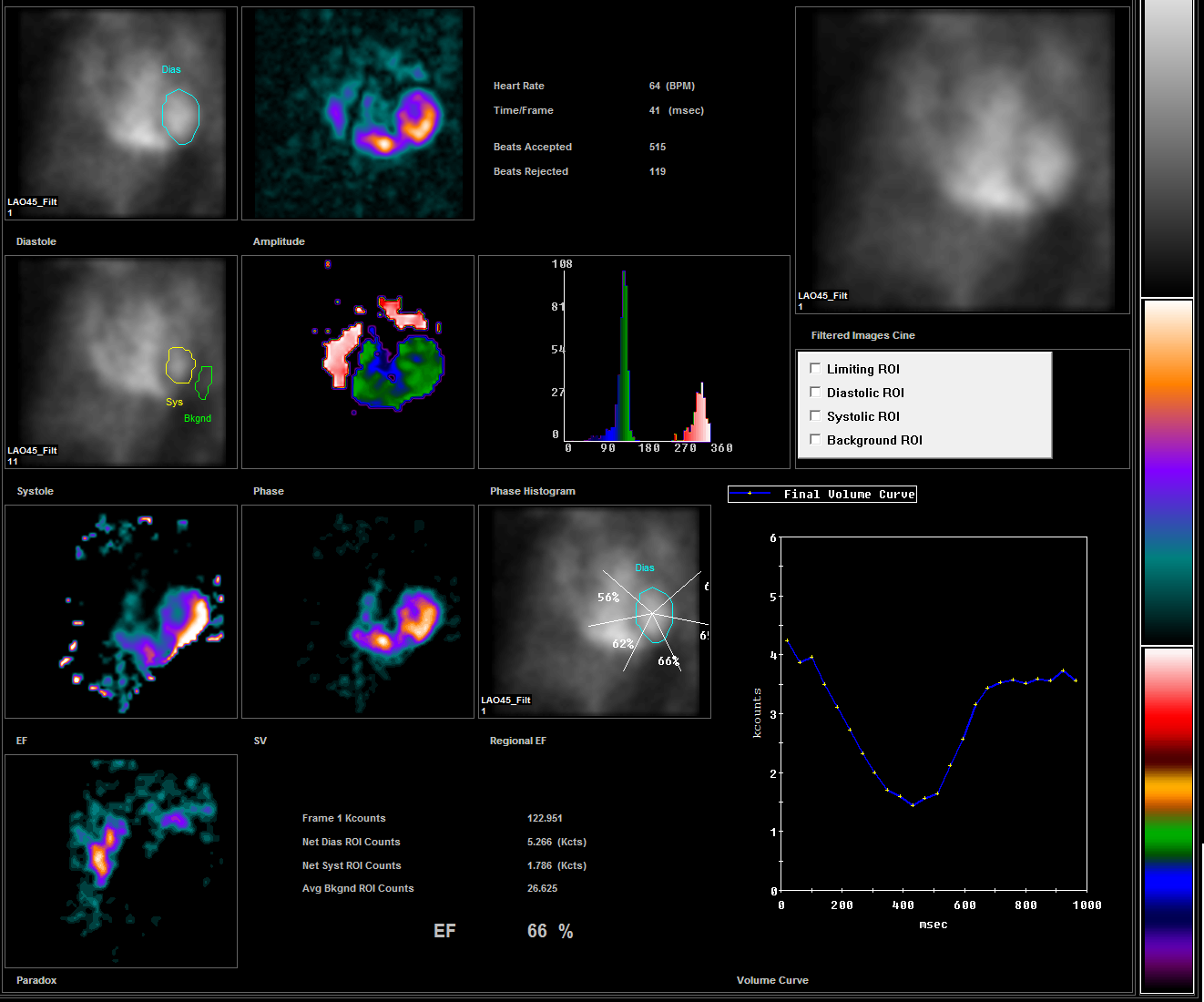

در این روش غیر تهاجمی (یا «نیمه تهاجمی») از رادیوایزوتوپ تکنیتیوم برای سنجش بازدهی قلبی (به انگلیسی: cardiac output) استفاده می‌شود. 
از این روش با نام Technitium-99m ventriculography یا Nuclear ventriculography نیز یاد می‌شود.